# Vickers Varsity
El Vickers Varsity fue un avión de entrenamiento de tripulaciones bimotor británico, operado por la Real Fuerza Aérea entre 1951 y 1976.

## Diseño y desarrollo
El Varsity fue desarrollado por Vickers y estaba basado en los Viking y Valetta para cubrir la Especificación T.13/48 del Ministerio del Aire por un avión de entrenamiento bimotor que reemplazara a los Wellington T10 y Valetta T3 y T4. Las principales diferencias eran las alas de mayor envergadura, fuselaje más largo y tren de aterrizaje triciclo. También tenía un carenado ventral que permitía que un aprendiz de bombardero se acostara boca abajo y un compartimento de bombas con capacidad para 24 bombas de humo y destello de 25 libras. El primer prototipo, el Type 668 Varsity VX828, fue volado por primera vez por J. 'Mutt' Summers y G.R. 'Jock' Bryce desde Wisley el 17 de julio de 1949.
Se planeó una versión civil, la VC.3, pero con el éxito del VC.2 Viscount, la idea fue abandonada.

## Historia operacional

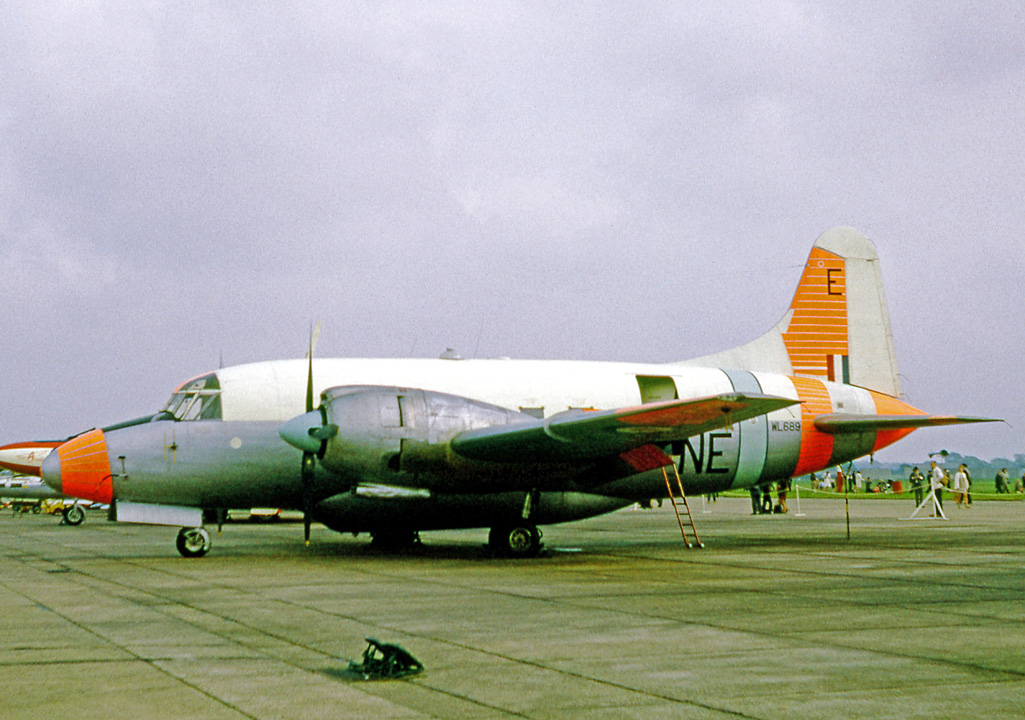
Varsity T.1 del Royal Air Force College Cranwell en 1968.

El Varsity se introdujo para sustituir al modelo de entrenamiento Wellington T10. Después de las entregas a las unidades de pruebas, los primeros aviones de producción se entregaron, para su uso operativo en 1951, a la Escuela de Vuelo Avanzado N.º 201 en RAF Swinderby, donde se utilizaron para entrenar a los pilotos en volar aviones multimotor. También equipó dos Escuelas de Navegación Aérea en 1952, y la Escuela de Bombardeo del Mando de Bombardeo, con la tarea de entrenar a las tripulaciones de los bombarderos V del Mando de Bombardeo de la RAF.
La Fuerza Aérea Sueca operó un único Varsity desde enero de 1953 hasta 1973, principalmente para realizar misiones de inteligencia electrónica. La designación militar sueca fue Tp 82.
El Varsity fue retirado del servicio con la RAF en mayo de 1976, y su función como entrenador de pilotos fue asumida por el Scottish Aviation Jetstream T1, y como entrenador de navegación por el Hawker Siddeley Dominie T1.
El último ejemplar en vuelo (matrícula WL679) fue operado por el Royal Aircraft Establishment; fue retirado para su conservación en el Museo de la RAF en 1992.

## Operadores
Jordania
- Real Fuerza Aérea de Jordania

 Reino Unido

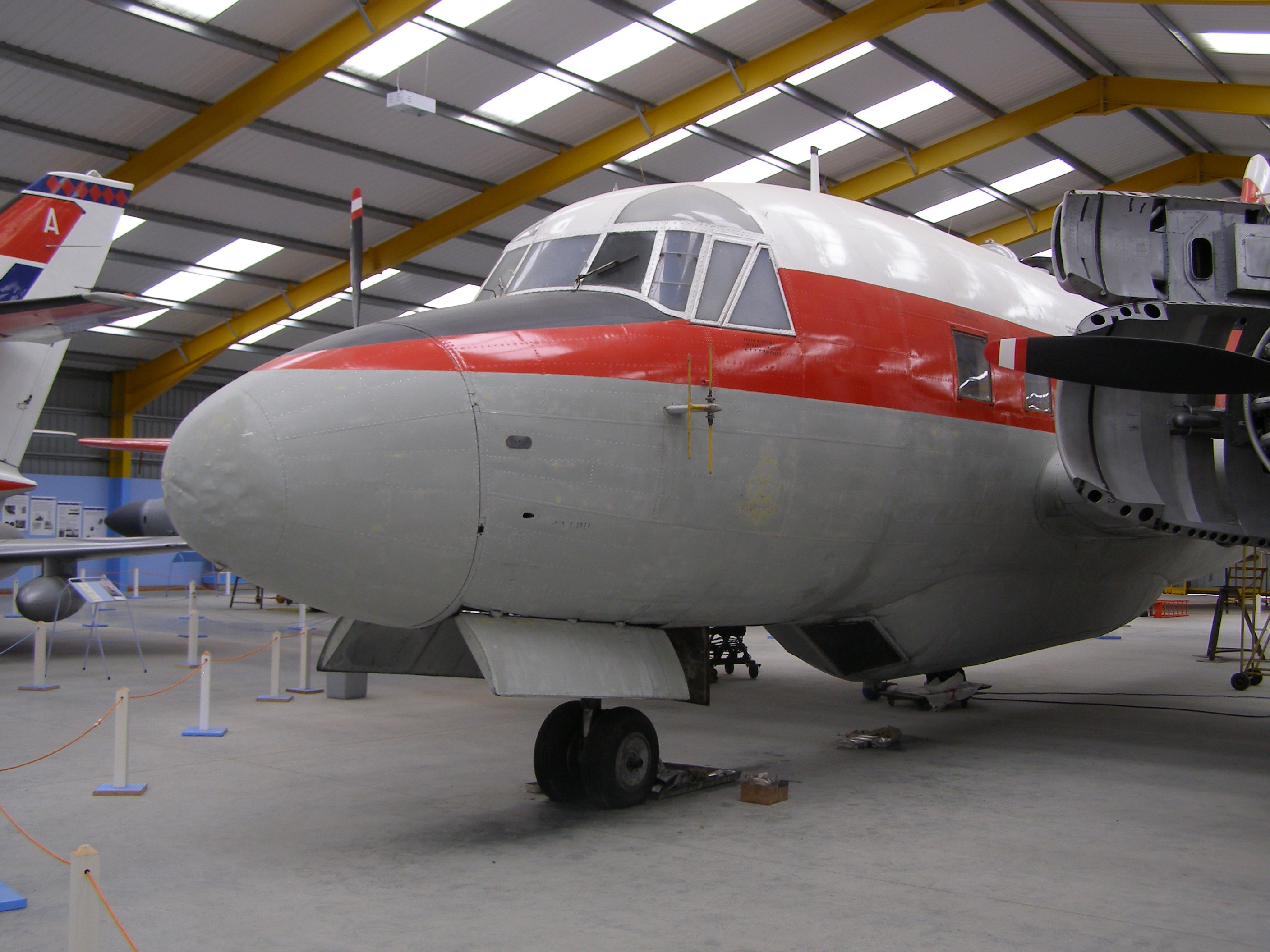
Varsity T1 en exhibición en el Museo Aéreo de Newark.

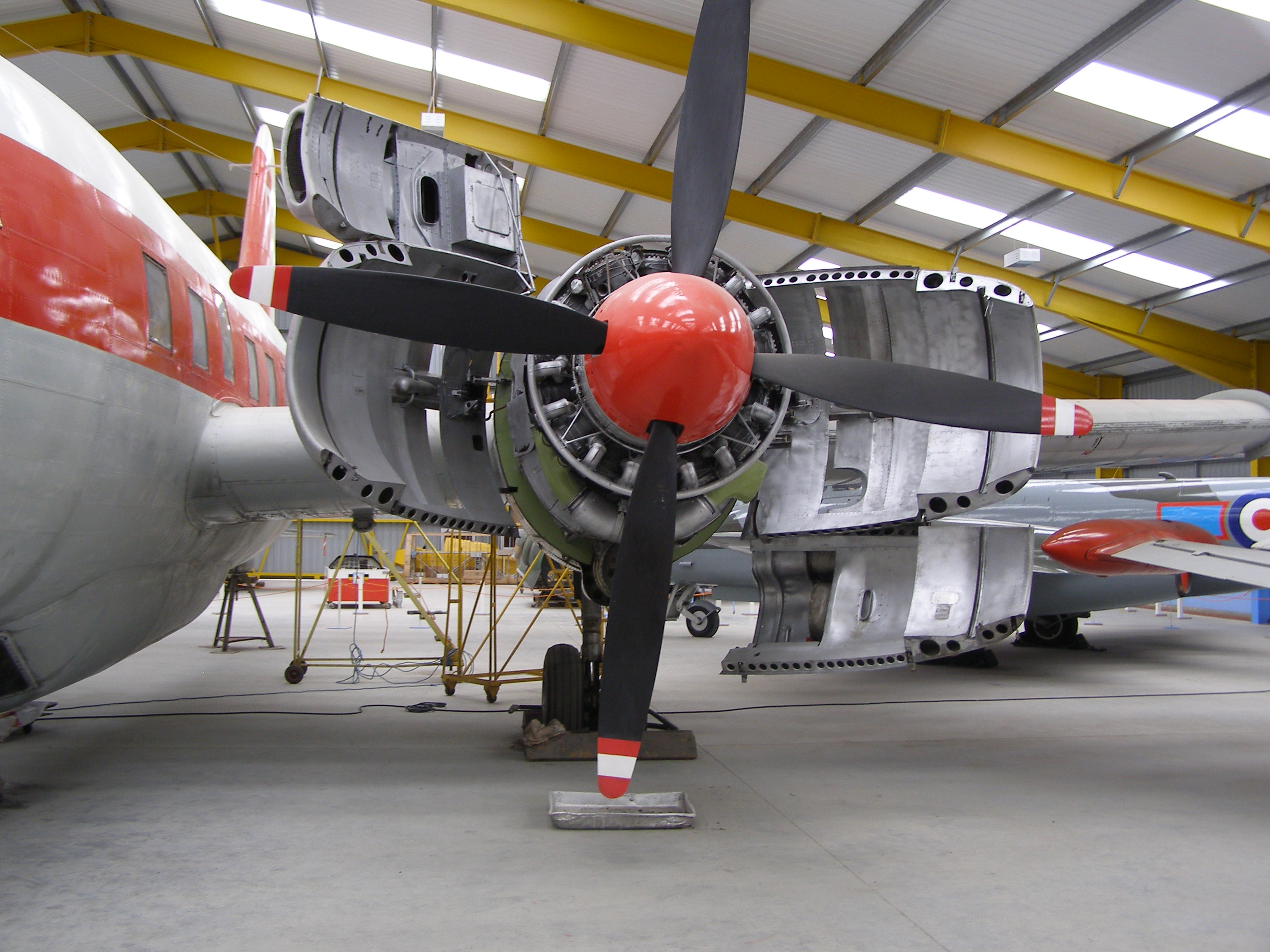
Varsity T1 en exhibición en el Museo Aéreo de Newark.

- Establecimiento Experimental de Aviones y Armamento
- Real Fuerza Aérea
- Royal Aircraft Establishment
- Escuela de Pilotos de Pruebas del Imperio

 Suecia
- Fuerza Aérea Sueca

## Supervivientes

### Alemania
- WF382: Varsity T.1 almacenado en el Aeropuerto de Berlín-Tegel para el Museo Aliado de Berlín.[3]

### Reino Unido
- WF369: Varsity T.1 en exhibición estática en el Museo Aéreo de Newark, en Newark, Nottinghamshire.[4][5]
- WF372: Varsity T.1 en exhibición estática en el Museo Brooklands de Weybridge, Surrey.[6][7]
- WJ903: Sección frontal de Varsity T.1 en exhibición estática en Aeroventure, Doncaster, South Yorkshire.[8]
- WJ945: Varsity T.1 en exhibición estática en el Classic Air Force en Newquay, Cornwall.[9]
- WL626: Varsity T.1 en exhibición estática en el Aeroparque del Aeropuerto de East Midlands en Castle Donington, Leicestershire.[10]
- WL679: Varsity T.1 en exhibición estática en el Museo de la Real Fuerza Aérea Británica de Cosford en Cosford, Shropshire.[11][12]

### Suecia
- 82001: el Tp 82 se exhibe en el Museo de la Fuerza Aérea Sueca en Linköping, Östergötland.[13][14]

## Especificaciones (T Mk.1)
Referencia datos: Vickers Aircraft since 1908.

### Características generales
- Tripulación: Cuatro
- Longitud: 20,6 m (67,5 ft)
- Envergadura: 29,1 m (95,6 ft)
- Altura: 7,3 m (23,9 ft)
- Superficie alar: 90,5 m² (974,2 ft²)
- Peso vacío: 12 265 kg (27 032,1 lb)
- Planta motriz: 2× motor radial de 14 cilindros refrigerado por aire Bristol Hercules 264.
  - Potencia: 1450 kW (1999 HP; 1972 CV) cada uno.
- Hélices: 1× De Havilland o Rotol de cuatro palas de velocidad constante por motor.

### Rendimiento
- Velocidad máxima operativa (Vno): 463 km/h (288 MPH; 250 kt) a 3000 m (10 000 pies)
- Alcance: 4262 km (2301 nmi; 2648 mi)
- Techo de vuelo: 8700 m (28 543 ft)
- Régimen de ascenso: 7,1 m/s (1398 ft/min)

### Armamento
- Bombas: 270 kg de bombas de prácticas en contenedor ventral

## Aeronaves relacionadas

### Desarrollos relacionados
- Vickers VC.1 Viking
- Vickers Valetta

### Secuencias de designación
- Secuencia Numérica (interna de Vickers): ← 639 - 640 - 641-646 - 648 - 649 - 650 - 651 -- 663 - 664 - 667 - 668 - 672-674 - 700-703 - 705 →
- Secuencia VC._ (interna de Vickers): VC.1 - VC.2 - VC.3 - VC.4 - VC.5 - VC.6 →
- Secuencia Tp _ (Aviones de transporte de la Fuerza Aérea Sueca, pre-1940): ← Tp 79 - Tp 80 - Tp 81 - Tp 82 - Tp 83 - Tp 84 - Tp 85 →
- Secuencia Alfanumérica de la Fuerza Aérea Sueca, 1940-presente: ← 79 - 80 - 81 - 82 - 83 - 84 - 85 →